# Чарлс Као
Чарлс Куен Као (кин: 高錕; Шангај 4. новембар 1933—Хонг Конг, 23. септембар 2018 ) био је кинески физичар. Пионир је у области фиброоптике, за што је добио Нобелову награду за физику 2009. године.

## Биографија
Студирао је у Енглеској и завршио са одличним успехом. 1965 постаје на Империјалном колеџу у Лондону доктор наука. Потом је Као отишао у Харлову (Есекс) на Лабораторију за стандардне комуникације при ИТТ, где је истраживао технику оптичког преносна уз помоћу ласера. Тамо је радио са Џорџом Хокхамом на пољу Телекомуникација преко фибро влакана, при чему је светлосне сигнале користио да податке пренесе преко кабла на стакло. При томе је установио, да велики губитак информације није условљен електронским проблемима, него нечистоћама у стаклу. Он је предложио 1966 оптички кабл као средсто преноса, где год је то могуће да губици од 1000 dB/km на 20 dB/km оборе. У јесен 1970 је фирма Корнинг ову границу оборила на 17 dB/km.
Касније је Као изабран за потпредседника Кинеског Универзитета у Хонг Конгу. 1996 је отишао у пензију.
Дана 6. октобра 2009 је њему, заједно са Вилардом Бојлом и Џорџом Е. Смитом, од стране Краљевске научне академије Шведске Нобелова награда за физику уручена „за његов значајан успех у области преноса помоћу фриброоптике за оптичке комуникације”.